# Harry Potter e il prigioniero di Azkaban (videogioco)
Harry Potter e il prigioniero di Akzaban (Harry Potter and the Prisoner of Azkaban) è un videogioco pubblicato nel 2004 in concomitanza con l'uscita del film. Terzo capitolo della serie, è basato sul romanzo di J. K. Rowling Harry Potter e il prigioniero di Azkaban, terzo nella serie di Harry Potter. Esistono versioni del gioco per PC, GBA, Xbox, GameCube e PS2.
Per gli esperti, il terzo capitolo videoludico della saga di Harry Potter ha rappresentato un notevole balzo in avanti, sia per quanto riguarda la parte tecnica (grafica e giocabilità) che dal punto di vista della sceneggiatura. Il gioco sfrutta, per la parte grafica, il motore grafico utilizzato per gli effetti speciali del film.

## Trama
Harry viene a sapere che un uomo estremamente pericoloso, Sirius Black, è scappato dalla prigione di maghi, Azkaban, e lo sta cercando. Coi suoi amici Ron Weasley ed Hermione Granger, Harry impara gli incantesimi necessari per affrontare Black. Black non è però ciò che sembra: fu accusato dell'assassinio di 13 persone tredici anni prima, ma il vero assassino è Peter Minus che si nasconde sotto le spoglie del topo di Ron, Crosta. Insieme al professor Remus Lupin ed a Black, Harry, Ron, ed Hermione smascherano Minus, ma se lo lasciano sfuggire quando il professor Lupin si trasforma in un Lupo Mannaro. Usando la giratempo, Harry ed Hermione tornano indietro nel tempo, salvano Fierobecco, e lo usano per soccorrere Sirius.

## Modalità di gioco
Per la prima volta nella serie, i giocatori sono in grado di controllare personaggi diversi da Harry, ovvero Hermione e Ron. Sono inoltre presenti nuovi personaggi e missioni secondarie. Le parti più innovative sono il volo sull'Ippogrifo, la sfida dei gufi (che si tiene vicino alla capanna di Hagrid), dove ci sarà una gara di gufi fra Harry, Ron e Hermione, e la possibilità di scontrarsi in un combattimento di magia fra due personaggi.
Rispetto ai precedenti, il gioco risulta rivolto, grazie alle atmosfere più oscure, a un pubblico più adolescenziale. Inoltre, nella versione per PC è stato rimosso l'obiettivo di far guadagnare punti alla casa dei Grifondoro per vincere la Coppa delle case alla fine dell'anno, cioè alla fine del gioco. Nelle altre versioni questa meccanica rimane presente, rendendo necessaria la raccolta degli scudi di Grifondoro sparsi nel mondo di gioco, o il recupero di oggetti smarriti, per ottenere punti (tale caratteristica rimarrà assente anche nei titoli successivi).
Nelle versioni per PS2, Xbox e Gamecube, i personaggi hanno le loro abilità e statistiche specifiche e la loro resistenza aumenta tramite dei set di figurine da collezione specifiche:
- Harry è il più veloce nella corsa, ha come incantesimo esclusivo Carpe Retractum (più Expecto Patronum, che solo lui può usare in ogni versione del gioco) è l'unico in grado di saltare, arrampicarsi sulle corde e accostarsi alle pareti, e la sua resistenza aumenta con i set delle figurine dei Maghi e del Quidditch;
- Ron ha come incantesimo esclusivo Lumos Duo, può trovare passaggi segreti o oggetti nascosti, può usare le Pallottole Puzzole e le Caccabombe, e la sua resistenza aumenta con le figurine dei Draghi e delle Bestie classiche;
- Hermione può strisciare sotto spazi stretti e ha come incantesimi esclusivi Glacius, Reparo, Draconifors e Snufflifors, ma è la più lenta della corsa, e la sua resistenza aumenta con le figurine delle Streghe e delle Megere.
Inoltre, a differenza di Harry e Hermione, Ron non può cavalcare Fierobecco. 
Nella versione PC, Harry può usare Glacius, Ron impara Carpe Retractum e Hermione può usare gli incantesimi Draconifors e Lapifors.

## Accoglienza
| Testata    | Giudizio | Giudizio | Giudizio | Giudizio | Giudizio |
| Testata    | GBA      | GC       | PC       | PS2      | Xbox     |
| ---------- | -------- | -------- | -------- | -------- | -------- |
| Metacritic | 69/100   | 67/100   | 67/100   | 70/100   | 67/100   |

| Testata                          | Giudizio | Giudizio | Giudizio | Giudizio | Giudizio |
| Testata                          | GBA      | GC       | PC       | PS2      | Xbox     |
| -------------------------------- | -------- | -------- | -------- | -------- | -------- |
| Electronic Gaming Monthly        | N / A    | N / A    | N / A    | 6.5/10   | N / A    |
| Famitsu                          | 27/40    | 30/40    | N / A    | 30/40    | N / A    |
| Game Informer                    | 8/10     | N / A    | N / A    | 6,5/10   | N / A    |
| GamePro                          | 3/5      | 3/5      | 3/5      | 3/5      | 3/5      |
| Mandatory                        | N / A    | N / A    | N / A    | N / A    | N / A    |
| GameSpot                         | 7.5/10   | N / A    | 7/10     | 7.2/10   | 7/10     |
| GameSpy                          | N / A    | N / A    | N / A    | 3/5      | 3/5      |
| Zona di gioco                    | 7.5/10   | N / A    | 6.5/10   | 9/10     | 6.8/10   |
| IGN                              | 6.5/10   | 6/10     | 6/10     | 6.2/10   | 6.1/10   |
| Nintendo power                   | 4.4/5    | 3.9/5    | N / A    | N / A    | N / A    |
| Official US PlayStation Magazine | N / A    | N / A    | N / A    | 4/5      | N / A    |
| Official Xbox Magazine           | N / A    | N / A    | N / A    | N / A    | 7/10     |
| PC Gamer                         | N / A    | N / A    | 72%      | N / A    | N / A    |

Harry Potter e il prigioniero di Azkaban ha ricevuto recensioni "miste o nella media", secondo il sito web aggregatore di recensioni di videogiochi Metacritic . GameSpot è stato positivo sul gioco, ottenendo un punteggio di 7/10 o superiore in tutte le versioni,  con un massimo di 7,5 su 10 per la versione GBA. GameSpot è stato molto positivo sulla ricreazione del romanzo nel gioco GBA; dicendo "La cosa principale da tenere a mente è che Il prigioniero di Azkaban su GBA offre un modo divertente per i fan di Harry Potter di mettersi nei panni del loro mago preferito in addestramento e sperimentare in prima persona tutto ciò che è accaduto nel terzo capitolo della serie". GameZone ha anche recensito la versione per Game Boy Advance, definendola "una scorribanda davvero divertente nel mondo di Harry ! I fan dovrebbero essere molto soddisfatti". IGN ha commentato il gioco positivo, non forzando "battute casuali" da RPG simili, ma dicendo che non era "abbastanza per rendere Prisoner of Azkaban un RPG di successo. Ha una solida trama basata sul libro e sul film, e dozzine di missioni che si diramano da situazioni del film ...ma l'esperienza è leggermente ostacolata, semplicemente dall'implementazione sciatta di elementi di gioco standard". 

### critica
Matt Casamassina di IGN ha recensito la versione PS2 del gioco. Ha dato al gioco una valutazione di 6,2 su 10, dicendo "In alcuni casi, è più carino di qualsiasi altro gioco "Boy Wizard". In alcuni casi, è più intelligente. Come fan di lunga data di Potter che ha letto tutti i libri e guardato ogni film, sono sempre stato particolarmente interessato a questo capitolo del franchise. E questo gioco offre una buona quantità di storia e gioco avvincenti. Ho apprezzato in particolar modo i puzzle basati su più personaggi e i nuovi incantesimi che Harry, Ron e Hermione possono lanciare, tutti utili per motivi diversi". Tuttavia, Matt Casamassina ha anche definito il gioco "Sloppy" e ha criticato il frame rate un po' imprevedibile, prima di concludere "I fan di Potter che riescono a gestire gli svantaggi troveranno un'esperienza divertente ma nascosta. Ma tutti gli altri dovrebbero stare alla larga da questo gioco". 
Brad Shoemaker di GameSpot ha recensito la versione per PC, ma l'ha definita "facile" prima di dire "Uno, qualsiasi giocatore con abilità anche marginali finirà il gioco in cinque o sei ore, e due, i suoi enigmi e combattimenti sono entrambi notevolmente facili. Questi fatti rendono Prisoner of Azkaban un gioco fantastico per i bambini più piccoli, ed è molto divertente anche per i fan più grandi  di Harry Potter. Il gioco può essere breve e facile, ma è anche progettato con cura e genuinamente divertente, e KnowWonder merita credito per questo." Tim Wapshott del The Times ha dato al gioco un punteggio di quattro stelle su cinque e ha affermato: "Il gioco rimane fedele allo spirito del libro, ma è forse un po' troppo lineare e prevedibile. Alcune scene non sembrano del tutto giuste: la scala dei personaggi rispetto alla larghezza dell'Hogwarts Express chiaramente non coincide. Ma queste piccole delusioni sono rapidamente superate da immagini sbalorditive nei livelli successivi. Mentre gli adolescenti più grandi potrebbero snobbare questa uscita di Harry Potter, c'è ancora un buon chilometraggio nel ragazzo con gli occhiali per i giocatori più giovani". 

### Vendite
Negli Stati Uniti, il gioco ha venduto 1,03 milioni di unità entro il 2006.